# Eutima cirrhifera
Eutima cirrhifera är en nässeldjursart som först beskrevs av Kakinuma 1964.  Eutima cirrhifera ingår i släktet Eutima och familjen Eirenidae. Inga underarter finns listade i Catalogue of Life.